# Karl Schmidt (Politiker, 1846)
Karl Schmidt (* 1. Dezember 1846 in Gorkau, Landkreis Schweidnitz; † 7. Januar 1908 in Breslau) war Brauereibesitzer und Mitglied des Deutschen Reichstags.

## Leben
Schmidt besuchte die Realschule 1. Ordnung in Rawitsch bis nach bestandenem Abiturientenexamen. Er widmete sich alsdann dem Maschinenbaufach, erlernte den praktischen Betrieb der Brauerei und besuchte die landwirtschaftliche Schule in Weihenstephan in Bayern. 1867 übernahm er die Brauerei seines Vaters. 1867/68 diente er als Einjähriger, machte im 59. Regiment den Deutsch-Französischen Krieg 1870/71 mit und wurde während desselben Reserveoffizier. Er war Beigeordneter der Stadt Rawitsch, Mitglied des Kreisausschusses, des Bezirksausschusses, des Provinzial-Landtags. In einer Nachwahl am 4. Dezember 1900 wurde er in das Preußische Abgeordnetenhaus gewählt, dem er bis 1908 angehörte. Weiter war er Inhaber des Roten Adlerordens IV. Klasse, der Kriegsdenkmünze von 1870/71 und der Jubiläums-Medaille.
Von 1903 bis 1907 war er Mitglied des Deutschen Reichstags für den Wahlkreis Regierungsbezirk Posen 6 (Fraustadt, Lissa) und die Deutsche Reichspartei.